# Lomographa brunneimargo
Lomographa brunneimargo är en fjärilsart som beskrevs av Louis Beethoven Prout 1915. Lomographa brunneimargo ingår i släktet Lomographa och familjen mätare. Inga underarter finns listade i Catalogue of Life.